# Karaadilli, Şuhut
Karaadilli là một thị trấn thuộc huyện Şuhut, tỉnh Afyonkarahisar, Thổ Nhĩ Kỳ. Dân số thời điểm năm 2011 là 2.742 người.